# Lopud (település)
Lopud falu Horvátországban, Dubrovnik-Neretva megyében. Közigazgatásilag Dubrovnik községhez tartozik.

## Fekvése
Dubrovniktól 12 km-re északnyugatra, az Elafiti-szigetcsoport egyik tagjának, a Šipan és Koločep között fekvő Lopud szigetének nyugati öblében fekszik. A sziget egyetlen települése.

## Története
A régészeti leletek tanúsága szerint Lopud szigetén már évezredek óta élnek emberek. Az itt élt első ismert nép az illírek voltak, akik az i. e. 2. évezredtől fogva éltek itt magaslatokon épített erődített településeken és kövekből rakott halomsírokba temetkeztek. Illír eredetű cseréptöredékeket találtak a mai spanyol torony az ún. Sutrvač helyén, de máig fennmaradtak görög eredetű helynevek is a szigeten, mint például a Veliki és Mali Skupio (szkopelosz) nevű szigetek, vagy az Igo, Igalo (aigialosz) öböl és strand neve. Görög eredetű a sziget neve is, mely a Delaphodi, Delafota, Lafota elnevezésből származik. Az illírek i. e. 35-ig uralták a térséget, amikor Octavianus hadai végső győzelmet arattak felettük. A római korból maradtak fenn a sziget néhány templomának falába beépített domborművel díszített kövek. A Nyugatrómai Birodalom bukása után 493-tól a keleti gótok uralták a területet. 535-ben Dalmáciával együtt a Bizánci Császárság uralma alá került. A horvátok ősei a 7. században érkeztek Dalmáciába és csakhamar megalapították első településeiket. A korai szláv kultúra emlékei a Szent Illés, Keresztelő Szent János, Szent Péter és Szent Miklós kápolnák. A fennmaradt emlékeke kívül raguzai történetírók művei is bizonyítják, hogy Lopudon már a 9. században állt horvát település.
Lopud a 11. századtól a Raguzai Köztársasághoz tartozott és ez a sziget gazdasági fejlődésére is kihatott. Az itteni keresztény közösségnek már a 12. században volt papja. 1416-tól működött a Šunji miasszonyunk testvérisége, 1476-ban pedig megalapították a helyi plébániát. 1457-től Lopud település hivatalosan is a sziget központja lett ekkor már több mint ezer lakossal. A 15. század végén a domonkosok és a ferencesek is felépítették saját kolostoraikat. A 16. században a szigeten már két férfi és két női kolostor működött és összesen 24 templom és kápolna állt. A Raguzai Köztársaság gazdasági fejlődése kihatott a szigetre is. A lopudi hajótulajdonosok mintegy 80 hajóból álló flottával rendelkeztek és hajóépítő műhely is volt a településen. Ebben az időszakban 19 malom működött itt és mintegy 700 juhot is neveltek. Lopud népessége és gazdagsága túltett Stonon és Korčulán is. 1563-ban a legmagasabb ponton felépült Sutvrač erődje, ahonnan szemmel tarthatták a környék tengeri forgalmát. 1604-től a lopudi plébános főesperesi rangot viselt, mely egészen 1833-ig megillette. Lopud fejlődését az 1667-es földrengés pusztítása vetette vissza.
A Raguzai Köztársaság bukása után 1806-ban Dalmáciával együtt ez a térség is a köztársaságot legyőző franciák uralma alá került, de Napóleon bukása után 1815-ben a berlini kongresszus Dalmáciával együtt a Habsburgoknak ítélte. 1857-ben 494, 1910-ben 342 lakosa volt. 1918-ban az új szerb-horvát-szlovén állam, majd később Jugoszlávia része lett. A településnek 2011-ben 249 lakosa volt, akik főként mezőgazdasággal, turizmussal foglalkoztak.

## Népesség
| Lakosság változása | Lakosság változása | Lakosság változása | Lakosság változása | Lakosság változása | Lakosság változása | Lakosság változása | Lakosság változása | Lakosság változása | Lakosság változása | Lakosság változása | Lakosság változása | Lakosság változása | Lakosság változása | Lakosság változása | Lakosság változása |
| ------------------ | ------------------ | ------------------ | ------------------ | ------------------ | ------------------ | ------------------ | ------------------ | ------------------ | ------------------ | ------------------ | ------------------ | ------------------ | ------------------ | ------------------ | ------------------ |
| 1857               | 1869               | 1880               | 1890               | 1900               | 1910               | 1921               | 1931               | 1948               | 1953               | 1961               | 1971               | 1981               | 1991               | 2001               | 2011               |
| 494                | 444                | 464                | 358                | 358                | 342                | 341                | 410                | 387                | 422                | 416                | 399                | 377                | 348                | 269                | 249                |

## Nevezetességei
- A Šunji Miasszonyunk tiszteletére szentelt plébániatemploma[4] 1099-ben épült a milánói Otto Visconti kereszteslovag fogadalmából és a lopudiak adományaiból. A 15. században a lakosság számának növekedése miatt szükségessé vált a bővítése. Ezért 1476-ban a templomot átépítették és bővítették. Felszentelése 1488. július 8-án történt. A templom egyhajós épület, mellékkápolnáival együtt latin kereszt alaprajzú. A Szent Kereszt kápolnát 1527-ben, a másik mellékkápolnát, Brautić püspök kápolnáját és a sekrestyét pedig 1632-ben építették hozzá. A templom több művészeti alkotást őriz, köztük Jacopo Palmának a Szűzanyát gyermekével ábrázoló festményét és egy oltárt VIII. Henrik angol király kápolnájából.
- A plébánia kincstárában 385 művészi alkotás és műtárgy található. A művészeti alkotások között bútorok, szobrok, festmények, poliptichonok részei, kőtöredékek, az egyéb tárgyak között pedig amforák, ágyúgolyók, fegyverek, ruhák, régi használati tárgyak találhatók az ókortól a 20. századig bezárólag. A festmények közül kiemelkednek a plébániatemplom 12. századi freskó töredékei, a templom poliptichonjának részei, Matko Junčić munkái 1452-ből, a nepuči Szűz Mária templom poliptichonjának részei, Girolamo da Santacroce munkái a 16. századból és a Szűzanyát szentekkel ábrázoló triptichon, Pietro di Givanni műve a 16. századból. A mintegy ötven, kőből, alabástromból, fából készült szobor között található egy Szent Mihályt ábrázoló kőszobor, Szent Antalt és Szent Katalint ábrázoló faszobor a 16. századból és számos barokk alkotás. A kőtöredékek között több a helyi ókeresztény templomokból származik. A fegyvergyűjtemény legrégibb darabja egy 16. századi kard. A textilgyűjtemény legértékesebb darabjai szintén a 16. századból való lopudi csipkék és miseruhák. A liturgikus tárgyak közül a legrégebbiek a 15. századból valók, de megtalálhatók közöttük raguzai aranyműves műhelyekből származó aranytárgyak is. A porcelánok legnagyobb része 19. századi angol és cseh darab. A gyűjteményben megtalálhatók 18. és 19. századi népi és hajós használati tárgyak is. Az írott dokumentumok közül kiemelkednek a 16. századi pergamenre írt oklevelek. Valamennyi tárgy a sziget egykori magas kultúráját mutatja be.
- A domonkosok Szent Miklós temploma és kolostora[5] 1482-ben épült. A kolostorban 1808-ig iskola is működött, amikor a franciák felszámolták. A templom a mai napig is működik, de 1979-ben egy földrengés nagyon megrongálta. Felújítása és újraszentelése 1994-ben történt. Ma csak havonta egyszer, illetve a Rózsafüzér királynője és Szent Miklós ünnepén mondanak misét benne.
- A Keresztelő Szent János templomot[6] a 9. században építették. Ma tető nélkül, romos állapotban áll.
- A ferencesek Špilicai Miasszonyunk temploma és kolostora[7] 1483-ban épült. 1873-ban egy villámcsapás a harangtornyot ledöntötte, mely a tetőzetre zuhant. A kolostorban sokáig alapiskola működött, ma romos állapotban van. A templom ma is működik.
- A Szent Jeromos templom a 17. században épült. 1989-ben megújították, de misét csak a szent ünnepén tartanak benne.
- Lopud központi részén, a part mentén található a Szent Kereszt-templom.[8] Az egykori, hosszúkás téglalap alaprajzú templomhajóból a kerületi falak körülbelül 3 m magasságig maradnak, míg az egykori, négyzet alaprajzú szentélyt egy kisebb kápolnává alakították át, mely ma is működik. A templom Miho Pracat nyaralójával, Pracatovóval van kapcsolatban, ahol a templom mellett tágas ház, védőtorony és kert állt. A Miho Pracat nyaralóházát 1559-ben építették, és a templom építése ezzel függ össze. A templom az 1667-es földrengésben pusztult el, és nem építették újra.
- A Benešin-foknál álló erődöt a 16. században a kalózok ellen építették.
- A település felett állnak az egykori  kormányzói palota romjai.[9]  A palota, mely a településközpont domináns épülete egy magas falakkal körülvett négyzet alakú kerten belül található. Az egyemeletes, hosszúkás téglalap alaprajzú ház homlokzatához kapcsolódik egy földszintes, loggiával és ciszternával ellátott, terasz által lezárt épületszárny. A háznak megmaradtak kerületi falai, míg a szárnyból a boltozatok, a ciszterna és a loggia. A palotát a 15. század utolsó negyedében építették, amikor a reneszánsz formák gótikus formákba való beillesztése zajlott.
- A hajótulajdonos Pracat család, Brautić püspök és a Đurđević család nyaralói a 16. és 17. századból.
- Sutvrač erődje[10] 1563-ban épült a sziget legmagasabb pontján a szigetet fenyegető ellenséges támadások ellen és a hajóforgalom ellenőrzésére. Az erőd belsejében volt a Szent Kozma és Damján-templom. A 18. és 19. században többször megerősítették és bővítették. Alapzajza trapéz alakú, sarkaiban négy bástyával, belül pedig földszinti épületekkel és kápolnával. Romos állapotban van. Nagyszerű kilátás nyílik innen a környező vidékre.
- Szent Kajetán,[11] Szent Illés [12] és Szent Péter [13] templom romjait 1983-ban konzerválták. Valamennyi a 9. században épült ószláv templomként.
- A Szent Lénárd templom a 16. században épült. Egy korábbi templomot falaztak újra. 1997-ben felújították, ma használaton kívül áll.
- A Szent Magdolna templomot a 19. században építették, 1998-ban újították fel, de használaton kívül áll.
- A településtől északra található Szent Katalin-templom[14] a 17. században épült. Négyszögletes alaprajzú, félkör alakú apszissal, a homlokzat északra néz. A templom falai jó állapotban vannak, bár már jó ideje tető nélkül vannak. A homlokzatot egy egyszerű kőkeretes ajtó tagolja, amely fölé vakívek sorozatának töredékét építették be, míg a homlokzat oromzatát falazott harangdúc zárja. A nyugati homlokzat ajtaja az egykori harmadrendi kolostor udvarára vezet. Az egykori kolostorkomplexummal és a közeli toronnyal együtt értékes építészeti komplexumot alkot, bár ma csak a maradványai találhatók.
- A Szent Katalin-templom mellett található négyemeletes, négyszög alaprajzú torony[15] építése a 15. - 16. századra tehető. Eredetileg egy lakó- és gazdasági épületkomplexum erődítménye volt, amelynek mára csak a maradványai maradtak fenn. A Dubrovnik környékén megőrzött magánerődítések között kiemelkedik monumentális méreteivel és kivitelezésének minőségével.
- A település határában találhatók még a Szent Fermus, Szent Rókus, Szent Lukács, Szent Mihály és Szent Anna kápolnák maradványai. Ma már alig láthatók a Szent Mátyás, a Szentlélek, a Szent Antal, a Szent Vid, a Szent Mór és a Szent Klára kápolnák alapfalai.
- A Szeplőtelen fogantatás (Napući Miasszonyunk) kápolna helyén építették fel 1939-ben a Pracat szállodát.
- A sziget északi részén, a Polačica-hegy lábánál található a Görög Szent Miklós-templom.[16] A templom egyhajós épület, 4,8 m hosszú, 2,3 m széles, kívül négyzet alakú, belül félkör alakú apszissal. Az egyhajós tér dongaboltozattal fedett, amelyet lizénák osztanak három mezőre. A tetőfedés kőlapokból áll.
- A Szentháromság-templom[17] a falun kívül a sziget nyugati fokán, a ferences kolostorkomplexum közelében, a sziklás tengerpart felett, egy kőtalapzaton található. Ezt a templomot az 1560-ban született, híres Lopudi Vice Bune építette örök nyugvóhelyeként, így sírtemplomnak, mauzóleumnak tekinthető, amint azt az építtető latin nyelvű sírköve is bizonyítja. Az épületet 1987-ben újították fel.
- Lopud kikötőjének északi részén, a part mentén, a Narikle utca találkozásánál, Igalo településen található a Giorgi család lakó- és gazdasági épületkomplexuma.[18] Az egyemeletes ház a telek elülső részét foglalja el,  és jelentősen hozzájárul a település parti látképének kialakításában. A ház a 15. század végére, vagy a 16. század elejére datálható. Az ezt követő építészeti beavatkozások a 16. század második felétől a 18. századig terjedő időszakot ölelik fel.
- Lopud szigetének belsejében, Lunardovo térségében, azon a helyen, ahol a Lopud faluból vezető régi út elágazik a Šunji Boldogasszony-templom és temető, valamint a Šunj-öböl tengerpartja felé található a Viktor Dyk-emlékmű.[19]  Az emlékművet 1936-ban állították fel, a csehszlovák kormány adományából, Viktor Dyk (1877-1931) cseh író és politikus emlékére, aki a közeli Šunj strandján hunyt el tragikus körülmények között. Az emlékmű, amelynek tervezője Nikola Dobrović (1897-1967) építész volt egyesíti a cenotáf, a pihenőhely és a kilátó funkcióját.
- Ivanje brdoi erődmaradványok.
- A helyi botanikus kertet a 19. században alapították. Az itt látható növényfajok közül kiemelkedik a bambusz és a világ minden tájáról összegyűjtött kaktuszgyűjtemény.

## Gazdaság
A helyi gazdaság alapja a turizmus, a vendéglátás, a halászat, a mezőgazdaság és a szőlészet. Lopud a 20. század elejétől fejlődött halászfaluból üdülő településsé. 1925-ben a Glavović család megvásárolta a part menti régi malmot, ahol felépítették a 70 ágyas Glavović szállodát, mely 1927-ben nyílt meg. Ez volt a sziget első szállodája. 1928-ban a szálloda ellátására megépült az első elektromos központ. Még ebben az évben bevezették a településre az áramot és kiépítették a közvilágítást. 1930-ban a Glavović család újabb telket vásárolt, melyen négy évvel később újabb szállodát építettek fel. A további szükségletek kielégítésére Nikola Dobrović újabb szállodát épített, mely a Grand Hotel nevet kapta és 1937-ben nyitotta meg kapuit. Négy emeletével 80 szobájával és 160 ágyával az egész akkori horvát tengerpart legmodernebb szállodája volt. Az 1930-as évek végére a Kristić, a Kuljevan és a Pracat szállodák felépítésével már hat szálloda üzemelt a településen.
A teljesen kiépített tengerpart, a nagy és szépen rendezett park és a strandok kiépítésével Lopud a dubrovniki tengermellék egyik legfejlettebb turista településévé nőtte ki magát. A fejlődésnek a háború szabott gátat. 1942-ben az olasz megszállók a szállodákba gyűjtötték össze az internált, főként boszniai zsidókat. 1943. júniusának elején a zsidókat Rab szigetére szállították át, de a Grand Hotelt még az év decemberében németek foglalták el, akik teljesen kifosztották. 1945-ben a kommunista hatóságok tették rá kezüket a szállodákra a tulajdonosokat a fasisztákkal való együttműködéssel vádolva. A tulajdonosok börtönbe, a szállodák pedig állami kézbe kerültek. 1968-ban felépítették a fényűző Lafodia luxusszállót. A szállodák mellett a településen számos étterem és kávézó működik.

## Oktatás
A település alapiskola működik, melyet még a háború előtt Ivo Kuljevan építtetett.

## Galéria
- Lopud látképe
- Kikötői kép
- A ferences kolostor
- Sutrvač erődjének belseje
- Látkép a Szent Miklós templommal
- Oltár a Szent Miklós templomból
- A Keresztelő Szent János templom
- A Szent Jeromos templom
- A Sunji Miasszonyunk templom

## Fordítás
Ez a szócikk részben vagy egészben  a   Lopud (Dubrovnik) című horvát Wikipédia-szócikk ezen változatának fordításán alapul.  Az eredeti cikk szerkesztőit annak laptörténete sorolja fel. Ez a jelzés csupán a megfogalmazás eredetét és a szerzői jogokat jelzi, nem szolgál a cikkben szereplő információk forrásmegjelöléseként.